# 2-Brompyridin
2-Brompyridin ist eine organische Verbindung, die zu den Heterocyclen (genauer: Heteroaromaten) zählt. Sie besteht aus einem Pyridinring, der in 2-Position mit Brom substituiert ist.

## Darstellung
Im Allgemeinen sind gängige elektrophile aromatische Substitutionen an Pyridin nicht oder nur mit schlechter Ausbeute möglich. Des Weiteren würde Pyridin bevorzugt in 3-Position substituiert und 2-Brompyridin entstünde nur als Nebenprodukt. Die Herstellung von 2-Brompyridin gelingt jedoch durch die Reaktion mit molekularem Brom in Gegenwart katalytischer Mengen Palladium(II)-chlorid. Eine weitere Möglichkeit ist die Craig-2-Brompyridin-Synthese bei der 2-Aminopyridin zunächst mit Natriumnitrit diazotiert wird und anschließend mit Bromwasserstoffsäure zu 2-Brompyridin reagiert.

## Verwendung
2-Brompyridin und 2-Chlorpyridin können in einer Ullmann-Kupplung, zu der Kupferstaub verwendet wird, zu 2,2′-Bipyridin umgesetzt werden. Auch zur Synthese von 2,4′-Bipyridin kann es benutzt werden. Zusammen mit 4-Brompyridin kann es hierzu in einer Negishi-Kupplung umgesetzt werden. Hierzu wird 2-Brompyridin zunächst mit n-Butyllithium lithiiert und unter Zugabe von Zinkchlorid zum Zinkorganyl transmetalliert. Als Katalysator zur Kupplung dient ein Palladiumkomplex mit Triphenylphosphanliganden.
Durch Lithiierung kann 2-Brompyridin zu einer Organolithium-Verbindung umgesetzt werden, die als Ausgangsverbindung für weitere Pyridinderivate dient, die nicht auf direktem Wege zugängig sind.